# Festival Internacional de Cine de Miami
El Miami International Film Festival ("MIFF") (Festival internacional de cine de Miami) se celebra anualmente en Miami a fines de cada febrero y principios de marzo.
Patrocinado por la Miami Film Society, fue fundado en 1984 por el crítico Nat Chediak, Hank Kaufman, Jerry Winters y Stephen Bowles.
Con énfasis en cine latinoamericano y europeo ha servido de plataforma de lanzamiento al mercado de estadounidense de directores y actores como Pedro Almodóvar, Antonio Banderas, Carmen Maura, Fernando Trueba, Eliseo Subiela, Wim Wenders y Abbas Kiarostami.
Las funciones se llevan a cabo en el Cine Olympia (Gusman Center) del centro de Miami y en otros cines designados.
Se presentan un centenar de películas en competición, cortometrajes y cine experimental.